# Tom és Jerry vidám kalandjai
A Tom és Jerry vidám kalandjai (eredeti cím: The Tom and Jerry Comedy Show) amerikai televíziós rajzfilmsorozat, amely a MGM Television és a Filmation közreműködésével készült. Amerikában az ABC adta le.

## Szereplők
| Szereplő  | Eredeti hang | Magyar hang     | Magyar hang      |
| Szereplő  | Eredeti hang | Duna TV (1994)  | RTL Klub (2011)  |
| --------- | ------------ | --------------- | ---------------- |
| Tom       | Frank Welker | saját hangján   | saját hangján    |
| Jerry     | Frank Welker | saját hangján   | saját hangján    |
| Cövek     | Frank Welker | Reviczky Gábor  | Borbiczki Ferenc |
| Droopy    | Frank Welker | Schnell Ádám    | Kerekes József   |
| McWolf    | Frank Welker | Kocsis György   | Galbenisz Tomasz |
| Barney    | Frank Welker | Dimulász Miklós | Viczián Ottó     |
| Falatka   | Lou Scheimer | Szokol Péter    | Szalay Csongor   |
| felolvasó | felolvasó    | Bozai József    | Korbuly Péter    |

## Epizódok
| Évad | Évad | Epizódok | Eredeti sugárzás    | Eredeti sugárzás   | Magyar sugárzás  | Magyar sugárzás  |
| Évad | Évad | Epizódok | Évadpremier         | Évadfinálé         | Évadpremier      | Évadfinálé       |
| ---- | ---- | -------- | ------------------- | ------------------ | ---------------- | ---------------- |
|      | 1    | 15 (45)  | 1979. szeptember 6. | 1980. december 13. | 2011. június 28. | 2011. július 18. |

### 1. évad
| #  | Eredeti cím                               | Magyar cím (2. szinkron)         | Eredeti premier      | Magyar premier (RTL Klub) |
| -- | ----------------------------------------- | -------------------------------- | -------------------- | ------------------------- |
| 1  | Farewell, Sweet Mouse                     | Viszlát, egérke                  | 1980. szeptember 6.  | 2011. június 28.          |
| 1  | Droopy's Restless Night                   | Droopy álmatlan éjszakái         | 1980. szeptember 6.  | 2011. június 28.          |
| 1  | New Mouse in the House                    | Új egér a házban                 | 1980. szeptember 6.  | 2011. június 28.          |
| 2  | Heavy Booking                             | Könyv kalamajka                  | 1980. szeptember 13. | 2011. június 29.          |
| 2  | Matterhorn Droopy                         | Droopy, a mentőkutya             | 1980. szeptember 13. | 2011. június 29.          |
| 2  | The Puppy Sitter                          | A kutyaszitter                   | 1980. szeptember 13. | 2011. június 29.          |
| 3  | Most Wanted Cat                           | Macska kerestetik                | 1980. szeptember 20. | 2011. június 30.          |
| 3  | Pest in the West                          | Izgalom nyugaton                 | 1980. szeptember 20. | 2011. június 30.          |
| 3  | Cat in the Fiddle                         | Macska a hegedűben               | 1980. szeptember 20. | 2011. június 30.          |
| 4  | Invasion of the Mouse Snatchers           | Egérrabló invázió                | 1980. szeptember 27. | 2011. július 1.           |
| 4  | The Incredible Droop                      | Az elképesztő Droopy             | 1980. szeptember 27. | 2011. július 1.           |
| 4  | The Plaid Baron Strikes Again             | A repcsiszárny visszaüt          | 1980. szeptember 27. | 2011. július 1.           |
| 5  | Incredible Shrinking Cat                  | A miniatűr macska                | 1980. október 4.     | 2011. július 4.           |
| 5  | Scared Bear                               | A gyáva medve                    | 1980. október 4.     | 2011. július 4.           |
| 5  | When the Rooster Crows                    | Ha a kakas kukorékol             | 1980. október 4.     | 2011. július 4.           |
| 6  | School for Cats                           | Cicaiskola                       | 1980. október 11.    | 2011. július 5.           |
| 6  | Disco Droopy                              | Diszkó Droopy                    | 1980. október 11.    | 2011. július 5.           |
| 6  | Pied Piper Puss                           | Er-gér bűvölő                    | 1980. október 11.    | 2011. július 5.           |
| 7  | Under the Big Top                         | A nagy mutatvány                 | 1980. október 18.    | 2011. július 6.           |
| 7  | Lumber Jerks                              | Favágók                          | 1980. október 18.    | 2011. július 6.           |
| 7  | Gopher it, Tom                            | Pocokűzés                        | 1980. október 18.    | 2011. július 6.           |
| 8  | Snowbrawl                                 | Hócsata                          | 1980. október 25.    | 2011. július 7.           |
| 8  | Getting the Foot                          | Nagyláb nyomában                 | 1980. október 25.    | 2011. július 7.           |
| 8  | Kitty Hawk Kitty                          | Kitty Hawk-i cicus               | 1980. október 25.    | 2011. július 7.           |
| 9  | Get Along, Little Jerry                   | Jó pihenést, kis Jerry           | 1980. november 1.    | 2011. július 8.           |
| 9  | Star-Crossed Wolf                         | Csillagleső róka                 | 1980. november 1.    | 2011. július 8.           |
| 9  | Spike's Birthday                          | Cövek szülinapja                 | 1980. november 1.    | 2011. július 8.           |
| 10 | No Museum Peace                           | Békétlen múzeum                  | 1980. november 8.    | 2011. július 11.          |
| 10 | A Day at the Bakery                       | Egy nap a pékségben              | 1980. november 8.    | 2011. július 11.          |
| 10 | Mouse Over Miami                          | Egér Miamiban                    | 1980. november 8.    | 2011. július 11.          |
| 11 | The Trojan Dog                            | A trójai fakutya                 | 1980. november 15.   | 2011. július 12.          |
| 11 | Foreign Legion Droopy                     | Idegenlégiós Droopy              | 1980. november 15.   | 2011. július 12.          |
| 11 | Pie in the Sky                            | A nyugodt ebéd                   | 1980. november 15.   | 2011. július 12.          |
| 12 | Save That Mouse                           | Mentsd meg az egeret!            | 1980. november 22.   | 2011. július 13.          |
| 12 | Old Mother Hubbard                        | Öreganyó                         | 1980. november 22.   | 2011. július 13.          |
| 12 | Say What?                                 | Mi a manó?                       | 1980. november 22.   | 2011. július 13.          |
| 13 | Superstocker                              | A szuperraktáros                 | 1980. november 29.   | 2011. július 14.          |
| 13 | Droopy's Good Luck Charm                  | Droopy talizmánja                | 1980. november 29.   | 2011. július 14.          |
| 13 | The Great Mousini                         | A nagy egérke                    | 1980. november 29.   | 2011. július 14.          |
| 14 | Jerry's Country Cousin                    | Jerry vidéki unokatestvére       | 1980. december 6.    | 2011. július 15.          |
| 14 | The Great Diamond Heist                   | A nagy gyémántrablás             | 1980. december 6.    | 2011. július 15.          |
| 14 | Mechanical Failure                        | Technikai hiba                   | 1980. december 6.    | 2011. július 15.          |
| 15 | A Connecticut Mouse in King Arthur's Cork | Egy egér Arthur király udvarában | 1980. december 13.   | 2011. július 18.          |
| 15 | The Great Train Rubbery                   | A nagy vonatrablás               | 1980. december 13.   | 2011. július 18.          |
| 15 | Stage Struck                              | Plakátsztár                      | 1980. december 13.   | 2011. július 18.          |